# ジョナス・マルタン
ジョナス・マルタン（Jonas Martin，1990年4月9日 - ）は、フランス・ブザンソン出身のサッカー選手。リーグ・アン・LOSCリール所属。ポジションはミッドフィルダー。

## 経歴
モンペリエHSCのユースチーム出身で、トップチームに昇格後、2011年に2015年までの契約を結んだ。2011年9月2日、リーグ・ドゥのアミアンSCにレンタル移籍した。2014年5月、2017年まで契約を延長した。
2016年6月9日、レアル・ベティスに移籍した。契約期間は3年間。
2017年7月25日、RCストラスブールに移籍した。契約期間は3年間。
2019年9月2日、スタッド・レンヌに移籍した。
2022年7月、LOSCリールに移籍した。